# Thiazolgelb
Thiazolgelb oder Titangelb, systematische Bezeichnung nach Colour Index Direct Yellow 9, ist ein gelb-brauner Farbstoff, der zur Stoffgruppe der Triazene gehört und als Fluoreszenz-Indikator, Säure-Base-Indikator sowie als Reagenz auf Magnesium verwendet wird.
Das Metall Titan ist nicht in dieser Substanz enthalten.

## Eigenschaften
Bei einem pH-Wert zwischen 12,0 und 13,0 schlägt das Gelb in ein Rot (bzw. Braungelb) um.

## Verwendung
Der Farbstoff wird als Fluoreszenzindikator in mikroskopischen Anfärbungen und Reagenz für den Magnesium-Nachweis (hellroter Niederschlag) in Körperflüssigkeiten verwendet, ferner als pH-Indikator. Nickel-, Zink-, Mangan- und Cobalt-Ionen ergeben ebenfalls farbige Lösungen und stören gegebenenfalls den Nachweis von Magnesium. Die Anwesenheit von Calciumionen verstärkt die Farbe des gebildeten Farblackes, was bei der Beurteilung des Nachweises auf Magnesiumionen in Betracht gezogen werden muss. In der Lebensmittelüberwachung wird Thiazolgelb zum Nachweis von Magnesium in Eiern und damit zur Unterscheidung von Hühner- von Enteneiern eingesetzt (Titangelb-Reaktion).